# Sarah Burke
Sarah Jean Burke, * 3. september 1982 Whistler, Kanada, † 19. januar 2012, Salt Lake City
Sarah Jean Burke je bila kanadska smučarka prostega sloga in večkratna svetovna prvakinja v snežnem žlebu. Poročena je bila z Roryjem Bushfieldom (2010-2012 do njene smrti). Ukvarjala se je tudi z manekenstvom. 

## Življenje
Sarah se je rodila 03. septembra v Whistlerju, blizu Vancouvra. V svoji karieri je bila 1 krat skupna zmagovalka svetovnega pokala v smučanju prostega sloga in 5 kratna prvakinja na X igrah. Enkrat ji je uspelo postati svetovna prvakinja v snežnem žlebu. V Aspnu 2005 je bila srebrna. Leta 2014 se je hotela udeležiti olimpijskih iger v Sochiu, a je žal bila takrat že mrtva.

## Nesreča in smrt
10.01.2012 v Salt Lake Citiju se je Sarah med treningom v snežnem žlebu hudo ponesrečila. Z glavo je zadela v snežni žleb in izgubila zavest. Nekaj krat ji je zastalo srce. V kliničnem centru v Salt Lake Citiju so ji hoteli operirati vratna vretenca a ji je spet zastalo srce. Zaradi res hudih poškodb glave je 9 dni kasneje, 19. januarja umrla. Ko je bila še živa je ustvarila stran Sarah Burke Foundation kjer je prej zbirala denar za razvoj mladih talentov. Danes je ta stran njej v spomin. http://sarahburkefoundation.com/celebratesarah/